# 棚原勝也
棚原 勝也（たなはら かつや、1965年6月2日 - ）は、琉球朝日放送 (QAB) の社員で、同局の元アナウンサー。

## 来歴
沖縄県浦添市出身。沖縄大学卒業。
1990年に大学を卒業後、ラジオ沖縄 (ROK) に入社。同局のアナウンサーを務めた後、2001年4月に琉球朝日放送へ移籍した。
報道制作部在籍時には副部長を、報道部在籍時には専任部長ならびにキャスター室長を務めていた。社外では、2019年6月に母校沖縄大学の同窓会長に就任した。
2020年10月の人事異動で報道の場から離れ、編成局編成部の部長に就任した。

## 担当番組

### ラジオ沖縄
- シャープと共に
- 棚原勝也の夜の応援団
- 気まぐれワイド

### 琉球朝日放送
- ステーションQ[2]
- スーパーJチャンネル九州・沖縄[2]
- 高校野球中継 - 実況[2]
- Qプラス
- 速報!! めざせ甲子園！